# Notiphila montana
Notiphila montana är en tvåvingeart som beskrevs av Timothy M. Cogan 1968. Notiphila montana ingår i släktet Notiphila och familjen vattenflugor.
Artens utbredningsområde är Lesotho. Inga underarter finns listade i Catalogue of Life.